# Stora Järsö
Stora Järsö med Lilla Järsö och Järsögrundet är en ö i Åland (Finland). Den ligger i Skärgårdshavet och i kommunen Lemland i landskapet Åland, i den sydvästra delen av landet. Ön ligger nära Mariehamn och omkring 270 kilometer väster om Helsingfors.
Öns area är 38,3 hektar och dess största längd är 1,1 kilometer i sydöst-nordvästlig riktning. Ön höjer sig omkring 20 meter över havsytan.

## Delöar och uddar
- Stora Järsö 60°02′14″N 20°04′38″Ö / 60.0371°N 20.07721°Ö
- Lilla Järsö 60°02′25″N 20°04′16″Ö / 60.04021°N 20.0712°Ö
- Järsögrundet 60°02′31″N 20°04′30″Ö / 60.04186°N 20.07507°Ö